# ふしぎの国のバード
『ふしぎの国のバード』（ふしぎのくにのバード）は、佐々大河による日本の漫画作品。KADOKAWAの月刊漫画雑誌『ハルタ』にてvolume2より不定期連載、volume31以降は隔月連載中。

## 概要
19世紀から20世紀初めにかけて世界各地を訪れた実在のイギリス人女性冒険家イザベラ・バードの著書『日本奥地紀行』を下敷きに、主人公のイザベラ・バードが通訳ガイドの日本人男性・伊藤鶴吉と共に、横浜から蝦夷地へと旅する姿と、旅先で出会った明治初期の日本の文化や人々をフィクションを交えて描く。英語での題名は『Isabella Bird in Wonderland』、副題は『UNBEATEN TRACKS in JAPAN: An Account of Travels in The Interior Including Visits to The Aborigines of YEZO and The Shrines of NIKKO and ISE』。
本作は原典と同様に英国本国にいる妹・ヘンリエッタへ宛てた手紙という形で物語が進行している。また、日本語を理解できないバードの視点に立って描かれており、日本語による会話は吹き出し内にくずし字様のぼかされた文様で表現されている。
2018年1月には、バードと伊藤の会話を英語に翻訳した「バイリンガル版」が刊行された。バードが目にした日本の風俗を質問し、伊藤がそれに答える様子を、2020年東京オリンピックに向けて訪日外国人が増えることに重ねて、日本のことを英語でどう紹介するか学ぶこともできる。佐々は、このバイリンガル版に対し、本来の自分の意図に合致するものであり、本作とは相性が良いとインタビューで答えている。
連載に先立って、2013年に読み切り版が掲載されており、この読み切り版が佐々の漫画家デビュー作となる。その後もバードを主人公にした読み切り作品を何作か掲載し、これらが雑誌読者からも好評だったため、編集部からシリーズ連載にする打診があった。
佐々は本作の題材について、現代日本人から見た明治11年当時の前近代的文化の日本が、客観的にどう見えるかを描きたかった、掘り下げて言うなら、文明が滅びることがどういうものかを描きたかったと語っている。佐々自身は東京出身の東京育ちだが、祖父母の出身地は全国津々浦々だがそれぞれの地元や実家とは縁が切れていた。また東京での地域との関りも希薄だったため、自分が根無し草だという自覚を抱いていた。そのため、日本の過去の歴史は、異世界ファンタジーも同様であり、前時代から現在まで歴史が繋がってる実感を持てずにいた。しかしながら、西洋人が記した前近代の日本の旅行記や滞在記を読むと、そこには近現代の価値観に基づいて記されていることから、内容に説得力があるように感じられた。現代日本人でもある佐々にとっては文明開化以前の日本人の感覚よりも、当時の西洋人の感覚に共感できたのである。そういった感覚から文明開化以前の日本人の実在性を感じるといった内容を漫画にすることはまだ誰もやっておらず、また面白くなると思い至って、本作の骨格となっていった。
『ジャパン・パンチ』を創刊したチャールズ・ワーグマンの話を描き、『ハルタ』前身の漫画誌『Fellows!』編集部に持ち込んだが、担当編集との打ち合わせでは、実在した人物視点で描くスタイルには決まったものの、ワーグマンでは描くのが難しいということになり、勝小吉（勝海舟の父親）、快楽亭ブラックなど5人が候補として挙げられたが、その中にいたイザベラ・バードを担当編集も知っていたことから、主人公とすることに決定となった。
西洋人が書いた当時の旅行記はバード以外にも執筆されているが、当時の日本人を差別的に見ているようなことが多かった。バードの旅行記にはそういった偏見や差別的な視点は比較的少なく、日本人贔屓や寄り添い過ぎでもなく、中立的であり、観察者として信用できると佐々が感じたのも、大きな理由に挙げられる。
『日本奥地紀行』のままを描くのではなく、主人公であるバードや伊藤の特徴は強調し、ストーリーも娯楽作品としてアレンジしている。面白くするために『日本奥地紀行』に書かれていない別の要素を盛り込むこともあるが、当時の風習や生活に纏わる嘘は描かないようにしている。一例としてバードらが伝統行事の虫送りを目撃するシーンが漫画では描かれているが、虫送りについては『日本奥地紀行』での記述が無い。ただ、バードが訪れていた地域と時期には実際に虫送りが行われていたことから、テーマとして取り込んである。また、『日本奥地紀行』の後半でバードが経験していることを、漫画では序盤のエピソードとして挿入するような組み換えも行っている。

## あらすじ
1878年5月20日、著名な英国人冒険家イザベラ・バードは、女性の単独行による日本北部縦断を成すべく、明治維新後間もない日本の開港地・横浜に上陸した。
彼女が目指したのは最北の地・蝦夷ヶ島。それも数々の西洋人が既に踏破した奥州街道ではなく、当時未踏であった日本海方面の小さな街道沿いに日光、新潟、久保田（秋田）、青森を経由し、蝦夷地へ到達するという前代未聞の旅であった。それは、外国人の無許可での立入りが許されていない当時としては、あまりに無謀かつ危険な旅程であり、協力者であるジェームス・ヘボン宣教師やハリー・パークス公使らを閉口させる。
さらに、旅を共にする通訳ガイド探しさえも難航するが、紆余曲折の果てに流暢なイギリス英語を話すことができる素性不明の青年・伊藤鶴吉と出会う。飄々とした態度ながらも、確かな英語力とガイドとしての能力を伊藤に見出したバードは、彼と共に日本奥地を旅をすることを決める。
6月10日。日本政府から国内の無制限移動を許可した旅行免状を取り付けることに成功したバードは、ついに旅の第一歩を踏み出す。蝦夷ヶ島への道中、現地人や日本独特の奇妙な風俗に困惑しつつも魅了される彼女は、近代化によって消えゆく古き日本の姿を記録すべく、伊藤と共に北へ歩を進めていく。

## 主な登場人物
イザベラ・バード (Isabella Lucy Bird)
イギリス・ヨークシャー出身の女性探検家兼作家。当時の探検家の多くが男性である中で、女性でありながら単独でハワイやロッキー山脈など世界各地を踏破するという数々の功績を残し、西洋諸国では著名な女流冒険家として名を馳せている。明治初期、開国により遠からず失われるであろう日本の“江戸”文化を記録すべく日本を訪れ、横浜で雇った通訳・伊藤とともに“未開の地”である蝦夷ヶ島のアイヌ集落を目指す。
好奇心の塊であり、自分の興味を満たすためなら命も懸けられる性格をしている。危険でも誰も行かない場所なら行きたがるし、行くと元気になる。史実よりも行動的な部分を前面に押し出して強調するようなキャラクターとなっている。
伊藤に対しては出会った当初は信頼できるか判断できないとしつつも宿や荷馬の調達など旅に必要な手続きのほとんどを彼に一任しており、最終的には財布や旅行免状さえも預けるほど信用し、旅の終わりまで一蓮托生の身として運命を共にする覚悟を決めている。
幼少期より背中に完治の見通せない持病を持ち、主治医より絶対安静を言い渡されたことで心因性の神経症を患い苦しんでいたが、新たに主治医となった青年ジョン・ビショップの勧めでオセアニアを旅することになり、そこで得た死と隣り合わせの体験に自らの生きる道を見出した。やがて滅びゆく運命にある知られざる文明を旅人である自分がありのままに記録し、時代や国家を超えて人類共通の財産にすることこそが自らに課せられた使命と自覚し、これが彼女の行動原理となっている。
日本人については親切で正直者が多いと好意的に思っているが、日本の食文化、特に肉食がないことには不満を覚えている。
史実においてバードが日本を訪れたのは46歳のときである。読切版のバードは40代半ばに見えるようほうれい線も描かれていたが、連載にあたって編集部からほうれい線を描かないよう指示が出ている。
伊藤鶴吉（いとう つるきち）
バードが横浜にて通訳兼旅の案内人として雇った日本人青年。バードからは「伊藤（イト）」と呼ばれる。当時の日本人としては類まれな英語力を持つだけでなく、巧みな交渉術や風俗に対する深い造詣で彼女の旅をサポートする。
バードとは対照的なキャラとして設定されており、バードが陽気でポジティブならば伊藤は後ろ向きでネガティブ。何でも聞きたがるバードに対して、何でも教える伊藤、行動を起こしては頻繁に失敗するバードと何でもそつなくこなす伊藤といったように対比的なキャラクターとなっている。こういったキャラクター付けは、漫画、エンターテイメントとして誇張されたものであるのは確かであるが、実際の伊藤も非常に優秀でありながらも、普段は無愛想であり、雇い主であるバードに対して失礼な言動をすることもあったという史実を膨らませている。
バードが有用な通訳を見つけられずに途方に暮れていたところに現れ、通訳を志願するが火事で自宅が焼けたために身元を証明するものが何もないという怪しい風体であったがその語学力と彼女の旅に最後まで付いていくことを了承したことが決め手となり彼女と旅を共にすることとなった。
学校教育を受けていないが、少年時代から駐留英国軍の従者や米国公使館での勤務などの経験があったほか、植物学者チャールズ・マリーズの蝦夷地旅行に同行したこともあり、流暢なイギリス英語を操る。また、バードとの旅の途上でも英語と日本語でそれぞれ日誌を記しているほか、時折彼女に対して自然な英単語の用法を質問したりと英語の習得は欠かさず、勉強熱心な一面もある。日本人ながら日本の旧時代的な迷信深さや貧しさを嫌っている部分もある。
収入の多くを病気の母親と妹に仕送りしており、バードの通訳を買って出たのも高額な報酬が当初の理由であったが、旅の中で彼女の価値観や生き方に触れていくうちに金銭を第一とする思考が変化しつつある。
かつての従者の経験やチャールズの影響もあり、外国人には良い印象を持たなかったが、バードとふれあうことで変化している。
クールで寡黙さを全面に押し出した美男子というキャラクター造形となっているが、「酒は飲まない」「煙草が好き」「お菓子は大好き」「料理ができる」といった実像は作中でも描かれている。実際の伊藤は研究が進んでいないこともあり実像が不明瞭であるが、機嫌が良いときには冗談を言って周りを笑わせたというようなこともあったとされる。また『ハルタ』Volume2に掲載された読切版では、甘味に夢中のあまり通訳を疎かにする場面もある。
ジェームス・ヘボン (James Curtis Hepburn)
横浜に居住する医療伝道宣教師。ヘボン式ローマ字を考案した人物であり、当時日本国内に滞在していた外国人居留民の中でも最長老かつ有力者とされている。バードの数々の功績に感銘を受け、通訳兼ガイドを雇うための面接会を主宰するなど全面的に協力する。
サー・ハリー・パークス (Sir Harry Smith Parkes)
東京麹町にある駐日イギリス全権公使。外国人による日本旅行の先駆者でもあり、明治維新直後に日光を始め日本各地を訪れた。当時、宣教や商業活動を制限するために日本政府によって外国人の移動は厳しく制限されており、バードの旅程では取得が絶望的と目された内地旅行免状を取り付けるなど、バードに便宜を図る。
ファニー・パークス (Fanny Parkes)
ハリーの妻（公使夫人）。代理で居留民同士の催しに参加するなど、ハリーの仕事を手伝うこともある。公使夫人という立場の恩恵にあやかろうと接近してくる居留民たちを半ば軽蔑しており、対照的な生き方をするバードに対しては好意的である。
第1巻2話で江戸の文化が滅びてゆくことを語る台詞があるが、この台詞は本作の重要なテーマであり、佐々が描きたい事柄でもある。
チャールズ・マリーズ (Charles Maries)
イギリス人のプラントハンター。東アジアを中心に植物を採取し、多くの新種を英国にもたらした人物。伊藤の前の雇い主であり、バードの旅の開始時点（1878年6月）においては清国に滞在している。
本作においては日本人や日本文化を見下す冷酷で高慢な人物として描かれ、伊藤を通訳として教育すると同時に隷従や体罰を行い、伊藤にとって恩人であると同時にトラウマともなっている。ただし従者を無下に扱うのは当時のイギリス社会では日本人もイギリス人も関係なく、体罰もイギリスの教育では当然であった。
ハインリッヒ・シーボルト(Heinrich von Siebold)
バードの日本旅行のキッカケとなったドイツ人医師フィリップ・フランツ・フォン・シーボルトの次男
当時はオーストリアハンガリー帝国駐日代理公使であり、お雇い外国人の兄アレキサンデル・シーボルトを助けて明治政府の様々な事業も執り行っていた。ハインリッヒは明治政府が初めて参加した万国博覧会(ウィーン万博)への出品選定を行うなどコレクターとしての父の才能を色濃く引き継いでいる。
蝦夷地調査に関しては大隈重信大蔵卿の指示であるが、バード研究の権威である金坂清則京都大学教授は時期と行程からバードの日本旅行最大の庇護者であったハリー・パークス英国公使と懇意であった大隈からバードの蝦夷地旅行のサポートを依頼されたものであるとしている。また、ハインリッヒは蝦夷地において父のアイヌ民族に対する考察を引き継ぎつつ、自身が考古学者として発見、発掘調査をした大森貝塚(モースが発見者と言われていたが、それ以前にハインリッヒがナウマンと共に発掘調査をしていたことが近年わかっている)などの研究によるアイヌ先住民説の研究も行っている。
行程はバードの数日前に函館に入り英国領事館において昼食を共にした後にバードより前に勇払より６〜８マイルの距離にあるアイヌ集落を全て訪問し、その中で最大集落の大酋長ペンリウクを伴い１０日ほど遅れて沙流太に到着したバードに引き合わせている。また、その際に自身が集落にて調査した資料をバードに貸し与えている。また、バードが集落より戻った際には室蘭にて出迎えて労をねぎらっている。
作中では函館にて偶然の出会いをし、その後に沙流太にてペンリウクを紹介する形で描かれており、またその際にアイヌと和人の間で起こったトラブルをバードが身を挺して仲裁するストーリーとなっているがこれはハインリッヒが実際にアイヌと和人の間のトラブルを仲裁したエピソードをバードを加えて描き出したもの思われる。

## 書誌情報
- 佐々大河 『ふしぎの国のバード』 KADOKAWA 〈ビームコミックス〉 → 〈ハルタコミックス〉、既刊12巻（2024年12月13日現在）
  1. 2015年5月15日発売[12]、ISBN 978-4-04-730513-7
  2. 2016年5月14日発売[13]、ISBN 978-4-04-734133-3
  3. 2016年12月15日発売[14]、ISBN 978-4-04-734376-4
  4. 2017年11月15日発売[15]、ISBN 978-4-04-734834-9
  5. 2018年10月15日発売[16]、ISBN 978-4-04-735349-7
  6. 2019年7月13日発売[17]、ISBN 978-4-04-735739-6
  7. 2020年8月12日発売[18]、ISBN 978-4-04-736119-5
  8. 2021年4月15日発売[19]、ISBN 978-4-04-736620-6
  9. 2022年2月14日発売[20]、ISBN 978-4-04-736768-5
  10. 2023年2月15日発売[21]、ISBN 978-4-04-737187-3
  11. 2024年4月15日発売[22]、ISBN 978-4-04-737645-8
  12. 2024年12月13日発売[23]、ISBN 978-4-04-738091-2
- 佐々大河（著） / アラン・スミス（訳） 『バイリンガル版 ふしぎの国のバード UNBEATEN TRACKS in JAPAN』
  1. 2018年1月20日[24]、ISBN 978-4-04-602194-6